# Jorge Rodríguez Padrón
Jorge Rodríguez Padrón (Las Palmas de Gran Canaria, Canarias, 11 de junio de 1943) es un escritor español.

## Biografía
Estudió Filosofía y Letras en la Universidad de La Laguna (Tenerife) y en la Universidad Complutense de Madrid. Es doctor en Filología Románica. Hasta su jubilación ha sido profesor y catedrático de Lengua española y literatura en centros de Educación Secundaria de Canarias,  Valencia y, desde 1984,  Madrid, donde reside desde entonces, así como profesor asociado en la Complutense y profesor visitante en la Universidad de Las Palmas de Gran Canaria y en la Universidad Brigham Young (Utah, Estados Unidos). Desde 2002 es académico de honor de la Academia Canaria de la Lengua, y desde 2017 hijo predilecto del municipio de Las Palmas de Gran Canaria.
En 1959, mientras cursaba el bachillerato en el Colegio Viera y Clavijo de Las Palmas, fue uno de los promotores del llamado Club Los Amigos junto con otros jovencísimos poetas grancanarios (José María Tramunt, Leopoldo O'Shanahan, José Luis Pernas, Jürgen Flick y Eduardo Artiles); entre ese año y 1965, el Club desarrolla una intensa actividad en forma de recitales poéticos, exposiciones de pintura y representaciones teatrales. En 1966 forma parte de la antología Poesía canaria última (1966) que ha dado nombre a su generación, denominada por otros Generación de 1965, y que incluyó a Fernando Ramírez, José Caballero Millares, Manuel González Barrera, Baltasar Espinosa, Antonio García Ysábal, Juan Jiménez, Lázaro Santana, Eugenio Padorno, José Luis Pernas, Jorge Rodríguez Padrón, Alberto Pizarro y Alfonso O’Shanahan.
Después de una primera entrega poética (Geografía e Historia, 1968), Rodríguez Padrón ha dedicado enteramente su abundantísima bibliografía a la crítica literaria y al ensayo, que lo llevaron a colaborar asiduamente en medios como, entre otros, ABC, Anales de Literatura Hispanoamericana o Cuadernos Hispanoamericanos, o a cofundar y participar activamente en la revista grancanaria Fablas. Fue autor de la primera monografía sobre Octavio Paz en España y dedicó su labor a la literatura hispanoamericana durante más de dos décadas: entre su Antología de 1984 y El barco de la luna, de 2006.  Siendo ya uno de los ensayistas más respetados de España, ha dedicado los últimos años de su trabajo a la memoria literaria de Europa, a partir de En la patria perdida (2013), primero de los cinco ensayos que componen el proyecto y único publicado por el momento. Nunca ha dejado de animar la vida literaria canaria y nacional, así como de dirigir aulas de teatro allá donde ha ejercido la docencia.
Es reconocido como uno de los máximos conocedores de la literatura canaria. De su obra ha afirmado el crítico Sabas Martín que “pocos ensayistas como Jorge Rodríguez Padrón han sabido profundizar con tanta exigencia, independencia y atrevimiento en la literatura asumida como un hecho de vida, en lo que tiene de verdad y necesidad de quien escribe”, por lo que “se constituye en elemento indispensable para el mejor conocimiento y entendimiento de las letras canarias y, con ello, de nuestra propia condición insular”.
Su gran prestigio como intelectual crítico con la realidad cultural le granjearon, entre otros reconocimientos, el nombramiento en junio de 2017 como hijo predilecto de la ciudad de su ciudad natal.

## Obra

### Obra poética
- Geografía e Historia, Las Palmas de Gran Canaria: Mafasca, 1968.
- Logia de estatuas al borde del acantilado. Recitativo coral (coro mixto a 4 voces), prólogo de Rosario Álvarez, poema de Jorge Rodríguez Padrón, música de Lothar Siemens Hernández, Madrid: Alpuerto, 1987.

### Antologías poéticas en las que fue incluido
- Lázaro Santana y Eugenio Padorno (editores), Poesía canaria última, prólogo de Ventura Doreste, Las Palmas de Gran Canaria: Museo Canario, 1966.
- Enrique Martín Pardo (editor), Antología de la joven poesía española, Madrid: Pájaro Cascabel, 1967.

### Obra crítica y ensayística
- Domingo Rivero, poeta del cuerpo, prólogo de Dámaso Alonso, Madrid: Prensa Española, 1967.
- Tres poetas contemporáneos. Valéry, Pavese, Paz, Las Palmas de Gran Canaria: El Museo Canario, 1973.
- Octavio Paz, Madrid: Júcar, 1976.
- La nueva narrativa canaria, Las Palmas de Gran Canaria: Mancomunidad de Cabildos, 1982.
- Jesús Fernández Santos, Madrid: Ministerio de Cultura, 1982.
- Antología de poesía hispanoamericana, 1915-1980, Madrid: Espasa-Calpe, 1984.
- Una aproximación a la nueva narrativa en Canarias, Santa Cruz de Tenerife: Aula de Cultura de Tenerife, 1985.
- Tentativas borgeanas, Mérida: Editora Regional de Extremadura, 1989.
- Del ocio sagrado (algunos poetas hispanoamericanos), Madrid: Libertarias-Prodhufi, 1991.
- Lectura de la poesía canaria contemporánea, 2 tomos, Islas Canarias: Viceconsejería de Cultura y Deportes del Gobierno de Canarias, 1991.
- El pájaro parado. Leyendo a E. A. Westphalen, Madrid: Ediciones del Tapir, 1992.
- Primer ensayo para un Diccionario de la Literatura en Canarias, Islas Canarias: Viceconsejería de Cultura y Deportes del Gobierno de Canarias, 1992.
- La palabra dada, Las Palmas de Gran Canaria: Pasos sobre el mar, 1993.
- El sueño proliferante y otros ensayos, Las Palmas de Gran Canaria: Universidad de Las Palmas de Gran Canaria, 1993.
- Cuaderno de agosto, Las Palmas de Gran Canaria: Para las veladas de Monsieur Teste, 1998.
- Narrativa en Canarias. Compromiso y dimisiones, Madrid: Tauro, 2002.
- Salvando las distancias, La Laguna, Tenerife: Altasur, 2002.
- El discurso del cinismo, Barcelona: Cafè Central, 2002; edición corregida, Tenerife: Caja Canarias, 2006.
- La Academia. Las Academias, Islas Canarias: Academia Canaria de la Lengua, 2003.
- Conversación en dos días de otoño, Las Palmas de Gran Canaria: y más extraña lengua, 2003.
- Liverpool y otras cosas. Sobre poetas canarios hacia 1940, Las Palmas de Gran Canaria: Cabildo Insular de Gran Canaria, 2005.
- El barco de la luna. Clave femenina de la poesía hispanoamericana, Caracas: Fundación para la Cultura Urbana, 2005.
- La memoria y sus signos, Santa Cruz de Tenerife: Idea, 2007.
- Alrededores de Liverpool, Tenerife: Caja Canarias, 2009.
- Dietario del margen, Santa Cruz de Tenerife: Idea, 2010.
- Oyendo lo que algunos dicen públicamente. Debates sobre poesía española, Madrid: Calambur, 2010.
- En la patria perdida. Perspectivas y lecturas del Romanticismo, Madrid: Huerga y Fierro, 2013.
- Algunos ensayos de más, Brighton: Los Papeles de Brighton, 2014; segunda edición, Palma de Mallorca: Los Papeles de Brighton, 2016.
- Fragmentos para Claudio Rodríguez, Las Palmas de Gran Canaria: Mercurio, 2014.
- Katherine Mansfield y Alonso Quesada: ser una de esas islas, Las Palmas de Gran Canaria: Mercurio, 2016.
- Memoria y lectura de (casi) medio siglo, Las Palmas de Gran Canaria: Cam-PDS y Universidad de Las Palmas de Gran Canaria, 2016.
- Variaciones sobre el asunto. Ensayos de literatura insular, edición de Miguel Pérez Alvarado, Las Palmas de Gran Canaria: Tamaimos, 2016.
- Alonso Quesada. Los otros. Él mismo, Madrid: Polibea, 2019.
- Modernism & Translation (a partir de "Gerontion", de T. S. Eliot), Las Palmas de Gran Canaria: Mercurio, 2020.
- Hotel Galea. Diálogos con Pedro Perdomo Acedo, con Nilo Palenzuela, Las Palmas de Gran Canaria: Mercurio, 2023.[8]
- En la patria perdida. Perspectivas y lecturas del Romanticismo, 2ª ed., Madrid: Los Papeles de Brighton, 2023 (Lectura de Europa, v. I).
- De una rara escritura. Rabelais. Cervantes. Sterne, Madrid: Los Papeles de Brighton, 2023 (Lectura de Europa, v. II).
- Ensayo de lectura a tres voces. Commedia. Paraíso perdido. Fausto, Madrid: Los Papeles de Brighton, 2023 (Lectura de Europa, v. III).

### Ediciones críticas
- Miguel Mihura, Tres sombreros de copa, Salamanca: Anaya, 1972.
- Miguel Mihura, Tres sombreros de copa, Madrid: Cátedra, 1979.
- Jesús Fernández Santos, La que no tiene nombre, Madrid: Espasa-Calpe, 1982.
- Alfonso García-Ramos, Guad, Tenerife: Interinsular, 1983.
- Isaac de Vega, Fetasa, Tenerife: Interinsular, 1984.
- Arturo Azuela, El tamaño del infierno, Madrid: Cátedra, 1985.
- Varios autores, De poesía española actual, París: Agregaduría de Educación en París, 1987.
- Varios autores, Muestra de poesía canaria, Peña Labra. Pliegos de Poesía, núm. 60, Santander: Diputación Provincial, 1987.
- Luis Feria, No menor que el vacío (Poesía 1962-1988), Islas Canarias: Viceconsejería de Cultura y Deportes del Gobierno de Canarias, 1988.
- Juana de Ibarbourou, Las lenguas de diamante. Raíz salvaje, Madrid: Cátedra, 1989.
- Eugenio Padorno, Teoría de una experiencia. Metamorfosis, Islas Canarias: Viceconsejería de Cultura y Deportes del Gobierno de Canarias, 1989.
- Claudio de la Torre, En la vida del señor Alegre, Islas Canarias: Viceconsejería de Cultura y Deportes del Gobierno de Canarias, 1989.
- Ralph Waldo Emerson, The Poet/El poeta, León: Universidad de León, 1998.

### Libros prologados
- Baltasar Porcel, Todos los espejos, Madrid: Espasa-Calpe, 1981.
- Roberto Juarroz, Poesía vertical (dieciséis poemas), Carmona: Ayuntamiento de Carmona, 1990.
- Javier Sologuren, Poemas, Carmona: Ayuntamiento de Carmona, 1992.
- Alfonsina Storni, Antología mayor, edición de Jesús Munárriz, Madrid: Hiperión, 1994.